# Reichenbach (bei Baumholder)

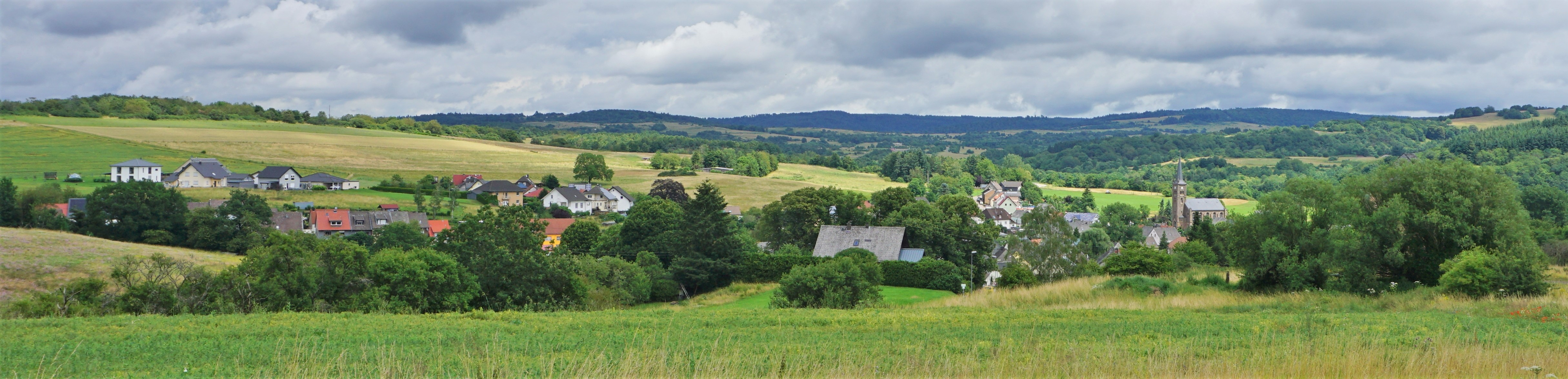
Panorama von Reichenbach mit der Kirche Reichenbach rechts im Bild

Reichenbach ist eine Ortsgemeinde im Landkreis Birkenfeld in Rheinland-Pfalz. Sie gehört der Verbandsgemeinde Baumholder an.

## Geographie
Der Ort liegt am gleichnamigen Reichenbach westlich des 563 Meter hohen Feldbergs. 37,5 Prozent der Gemarkungsfläche sind bewaldet.
Im Osten befinden sich die Stadt und der Truppenübungsplatz Baumholder, im Süden Ruschberg, im Westen Nohen und Kronweiler und nördlich liegt Frauenberg.
Zu Reichenbach gehören auch die Wohnplätze Gerichtmannsmühle, Reichenbacherhöfe und Sonnenhof.

## Geschichte
Reichenbach gehörte bis zum Ende des 18. Jahrhunderts zur Hinteren Grafschaft Sponheim und war der zum Oberamt Birkenfeld gehörenden Pflege Rimsberg zugeordnet. Im Jahr 1607 wurden in Reichenbach 32 Familien gezählt, 1699 waren es nur 14, deren Anzahl bis 1772 auf 66 anstieg. 1790 hatte der Ort 233 Einwohner, die Gemarkung von Reichenbach umfasste 1084 Hektar.
Im Jahr 1794 wurde das Linke Rheinufer von französischen Revolutionstruppen eingenommen. Von 1798 bis 1814 gehörte Reichenbach zum Kanton Baumholder im Saardepartement. Aufgrund der auf dem Wiener Kongress (1815) getroffenen Vereinbarungen kam die Region 1816 zum sachsen-coburgischen Fürstentum Lichtenberg, dem es bis 1834 angehörte. Die Gemeinde Reichenbach wurde 1817 Sitz einer Bürgermeisterei, zu der auch die Gemeinden Aulenbach, Ausweiler, Frauenberg, Hammerstein und Ruschberg gehörten (siehe auch Liste der Gemeinden im Fürstentum Lichtenberg). Dieser Verwaltungsbezirk wurde bereits 1823 aufgelöst und in die Bürgermeisterei Baumholder integriert. Nach dem Verkauf an Preußen und der Auflösung des Fürstentums Lichtenberg kam Reichenbach zum neu errichteten Kreis St. Wendel in der Rheinprovinz. Seit 1937 gehört Reichenbach zum Landkreis Birkenfeld und ist seit 1946 Teil des Landes Rheinland-Pfalz.
Bevölkerungsentwicklung
Die Entwicklung der Einwohnerzahl von Reichenbach, die Werte von 1871 bis 1987 beruhen auf Volkszählungen:
| Jahr | Einwohner |
| 1815 | 382       |
| 1835 | 446       |
| 1871 | 596       |
| 1905 | 646       |
| 1939 | 604       |
| 1950 | 678       |

| Jahr | Einwohner |
| 1961 | 707       |
| 1970 | 694       |
| 1987 | 655       |
| 1997 | 634       |
| 2005 | 676       |
| 2023 | 502       |

## Politik

### Gemeinderat
Der Gemeinderat in Reichenbach besteht aus zwölf Ratsmitgliedern, die bei der Kommunalwahl am 9. Juni 2024 in einer Mehrheitswahl gewählt wurden, und dem ehrenamtlichen Ortsbürgermeister als Vorsitzendem.

### Bürgermeister
Uwe Nees wurde im September 2023 Ortsbürgermeister von Reichenbach. Da bei der Direktwahl am 9. Juni 2024 kein Wahlvorschlag eingereicht wurde, oblag die Neuwahl dem Rat. Dieser bestätigte Nees auf seiner konstituierenden Sitzung einstimmig im Amt.
Der Vorgänger von Uwe Nees, Olaf Schmidt, hatte das Amt seit 2012 inne. Zuletzt bei der Direktwahl am 26. Mai 2019 war er mit einem Stimmenanteil von 76,03 % für weitere fünf Jahre in seinem Amt bestätigt worden, legte es im Juni 2023 jedoch vorzeitig nieder.

### Wappen
Das Schachbrettmuster verweist auf die ehemalige Zugehörigkeit zur Grafschaft Sponheim.

## Wirtschaft und Infrastruktur
Im Süden verläuft die Bundesautobahn 62.
In Nohen ist ein Bahnhof der Bahnstrecke Bingen–Saarbrücken.